# Стівен Пласа
Стівен Пласа (ісп. Stiven Plaza, нар. 11 березня 1999, Елой Альфаро) — еквадорський футболіст, нападник клубу «Реал Вальядолід» та національної збірної Еквадору.

## Клубна кар'єра
Народився 11 березня 1999 року в місті Елой Альфаро. Вихованець юнацьких команд футбольних клубів «Норте Амеріка» «Депортіво Асогес», «Аукас» та «Індепендьєнте дель Вальє». 
У дорослому футболі дебютував 2018 року виступами за команду «Індепендьєнте дель Вальє», в якій провів один сезон, взявши участь у 22 матчах чемпіонату.
На початку 2019 року перейшов у іспанський «Реал Вальядолід» приєднався 2019 року. До кінця сезону відіграв за вальядолідський клуб 2 матчі в Ла Лізі.

## Виступи за збірну
У складі молодіжної збірної Еквадору до 20 років взяв участь у молодіжному чемпіонаті світу 2019 року у Польщі.
12 жовтня 2018 року в товариському матчі проти збірної Катару Пласа дебютував у складі національної збірної Еквадору.
| Дата       | Місто | Господарі | Результат | Гості   | Турнір           | Голи | Примітки |
| ---------- | ----- | --------- | --------- | ------- | ---------------- | ---- | -------- |
| 12-10-2018 | Доха  | Катар     | 4 – 3     | Еквадор | товариський матч | -    | 46'      |
| 16-10-2018 | Доха  | Оман      | 0 – 0     | Еквадор | товариський матч | -    | 57'      |
| Усього     |       | Матчів    | 2         |         | Голів            | 0    |          |